# 小澤一郎 (スポーツライター)
小澤 一郎（おざわ いちろう、1977年9月1日 - ）は、京都市出身のサッカージャーナリスト、サッカー解説者。主にスペインのサッカーを扱っている。

## 人物
平安高等学校（現・龍谷大学付属平安高等学校）を経て、早稲田大学教育学部教育学科教育学専修を卒業。サラリーマン生活を経験後、2004年にスペインへ渡り、バレンシアCFの練習に参加。その模様を発信したブログが注目され、2005年からスポーツライターの活動を本格的に開始した。ブログにはスペインのサッカーについての分析・レポートを掲載していた。2010年 帰国。

## 著書

### 単著
- 『スペインサッカーの神髄』白夜書房〈サッカー小僧新書〉、2010年5月21日。ISBN 978-4861916250。
  - 『スペインサッカーの神髄』（増補改訂版）ガイドワークス〈サッカー小僧新書EX〉、2013年12月6日。ISBN 978-4865350234。
- 『サッカー選手の正しい売り方 : 移籍ビジネスで儲ける欧州のクラブ、儲けられない日本のクラブ』カンゼン、2012年2月8日。ISBN 978-4862551030。
- 『サッカー日本代表の育て方 : 子供の人生を変える新・育成論』朝日新聞出版、2013年6月7日。ISBN 978-4021902277。
- 『アギーレ 言葉の魔術師』ぱる出版、2014年9月25日。ISBN 978-4827208931。
- 『サッカーで日本一、勉強で東大現役合格 : 國學院久我山サッカー部の挑戦』洋泉社、2017年4月26日。ISBN 978-4800310767。

### 共著
- 西部謙司、森本美行、利重孝夫、工藤拓、小澤一郎『FCバルセロナ 史上最強の理由』洋泉社〈COLOR新書γ〉、2011年10月6日。ISBN 978-4862487971。
- 村松尚登、小澤一郎『日本はバルサを超えられるか : 真のサッカー大国に向けて「育成」が果たすべき役割とは』河出書房新社、2013年6月15日。ISBN 978-4309274195。

### 翻訳
- フアン・カルロス クベイロ 著、小澤一郎 訳『モウリーニョvsグアルディオラ : 最強集団をつくるリーダーの条件』ベースボールマガジン社、2011年11月1日（原著2010/11/1）。ISBN 978-4583103600。
- エステベ・カルサーダ 著、小澤一郎 訳『SHOW ME THE MONEY! : ビジネスを勝利に導くFCバルセロナのマーケティング実践講座』ソル・メディア、2013年7月3日（原著2012/12/11）。ISBN 978-4905349129。
- アタナシアス・テルジス 著、小澤一郎 訳『レアルマドリード モウリーニョの戦術分析 オフェンス編』スタジオタッククリエイティブ、2013年11月5日（原著2012/11/1）。ISBN 978-4883936335。
- リュイス・ラインス 著、小澤一郎 訳『ルイス・エンリケ 最適解を導き出す信念と信頼のリーダーシップ』実業之日本社、2015年10月19日（原著2015/4/8）。ISBN 978-4862553256。
- ラファエル・ポル 著、坪井健太郎 訳『バルセロナフィジカルトレーニングメソッド』カンゼン、2017年5月31日（原著2015/10/1）。ISBN 978-4862553393。（監訳）

### 構成
- 坪井健太郎『サッカーの新しい教科書 : 戦術とは問題を解決する行為である』カンゼン、2014年5月15日。ISBN 978-4862552464。
- 大儀見優季『結果を出すための「合わせる」技術』実業之日本社、2016年2月20日。ISBN 978-4408455877。
- 大儀見浩介『サッカーメンタル強化メソッド : 試合でベストのパフォーマンスを発揮する』実業之日本社〈PERFECT LESSON BOOK〉、2016年3月18日。ISBN 978-4408455938。
- 坪井健太郎『サッカー新しい守備の教科書 : 優れた戦術は攻撃を無力化させる』カンゼン、2016年7月25日。ISBN 978-4862553621。
- 坪井健太郎『サッカー新しい攻撃の教科書 : カウンターと組織的攻撃の優れた活用術』カンゼン、2018年6月20日。ISBN 978-4862554598。

## 出演
（2023年3月現在）
Foot! （J SPORTS）
火曜日にスペインサッカーの解説者として出演。金曜日に不定期でコメンテーターとして出演。
ラ・リーガ、UEFA欧州選手権 中継（DAZN、U-NEXT）
解説者として出演。23-24シーズンからはU-NEXTと独占契約を結び、ラ・リーガの試合に限り、同サービスでのみ解説活動を行っている。
FOOTBALL FREAKS （DAZN）
不定期配信化に伴い2021年10月12日の配信分からレギュラー出演。定期配信時代にも、ラリーガの特集時にゲスト出演の経験がある。
LaLiga FREAKS 、LaLiga FREAKS Voice（DAZN）
桑原学とともに担当。
サッカーキング YouTube チャンネル　
倉敷保雄とともに、ラ・リーガ深堀り解説を担当。